# Anna Bligh
Pour les articles homonymes, voir Bligh.
Anna Maria Bligh (née le 14 juillet 1960 à Warwick au Queensland) est une femme politique australienne, membre du Parti travailliste. Elle est Première ministre du Queensland de 2007 à 2012.
Elle est la première femme Premier ministre du Queensland et la sixième femme à la tête d'un État australien.
Elle est la descendante de William Bligh qui fut le quatrième gouverneur de Nouvelle-Galles du Sud et qui s'est surtout rendu célèbre pour avoir été le capitaine du HMS Bounty qui provoqua la révolte des marins.
Elle fut nommée ministre pour la première fois en 1998 d'abord pour la Jeunesse et la Famille, ensuite ministre de l'Éducation (2001) puis de la Culture (2004). En juillet 2005, elle devient vice-Premier ministre et ministre des Finances.
Lorsque Peter Beattie se retire de la politique, elle lui succède comme Premier ministre.